# John McCabe
John McCabe (ur. 21 kwietnia 1939 w Huytonie, zm. 13 lutego 2015 w Rochesterze) – brytyjski pianista i kompozytor.

## Życiorys
W latach 1957–1960 studiował na University of Manchester, a w latach 1960–1964 na Royal College of Music w Londynie w klasie fortepianowej i kompozytorskiej. Po studiach powrócił do Manchesteru i kontynuował naukę w szkole muzycznej przy boku Haralda Genzmera.
W latach 1965–1968 wykładowca na Cardiff University. W 1969 uhonorowany nagrodą Gaudeamus za interpretację muzyki współczesnej. W 1977 otrzymał nagrodę Ivor Novello. Od 1983 dyrektor London College of Music.